# Ніч вовка
Ніч вовка (англ. The Night of the Wolf) — збірка із 4 науково-фантастичних оповідань Фріца Лайбера, що вийшла 1966 року в американському видавництві «Ballantine Books».

## Оповідання
В збірці всі оповідання перейменовані і мають в назві слово «вовк».
| Назва                                            | назва                                                  | рік  |
| ------------------------------------------------ | ------------------------------------------------------ | ---- |
| «Створіння з глибин Клівленда» / «Самітній вовк» | «The Creature from Cleveland Depths» / «The Lone Wolf» | 1962 |
| «Ніч довгих ножів» / «Вовча пара»                | «The Night of the Long Knives» / «The Wolf Pair»       | 1960 |
| «Здоровий глузд» / «Божевільний вовк»            | «Sanity» / «Crazy Wolf»                                | 1944 |
| «Хай дзвенить свобода» / «Вовча зграя»           | «Let Freedom Ring» / «The Wolf Pack»                   | 1950 |